# Édouard Choquet
Édouard Pierre Choquet (Limoges, 16 marzo 1988) è un ex cestista francese.

## Palmarès
- Campionato francese: 1

ASVEL: 2015-16